# Tour de Ski 2016-2017
Il Tour de Ski 2016-2017 si è svolto dal 31 dicembre 2016 all'8 gennaio 2017. Le gare sono iniziate in Val Müstair, Svizzera e sono terminate in Val di Fiemme, Italia. I detentori dei titoli erano i norvegesi Martin Johnsrud Sundby e Therese Johaug.
Il vincitore in campo maschile è stato il russo Sergej Ustjugov, che è riuscito a portarsi a casa il suo primo Tour de Ski in carriera, vincendo cinque delle sette tappe; in campo femminile invece è la norvegese Heidi Weng a vincere il primo titolo della carriera.

## Calendario
| Tappe | Luogo                | Data             | Evento                                     | Distanza | Distanza | Orario (CET) | Orario (CET) | Donne                    | Donne                    | Uomini                 | Uomini              |
| Tappe | Luogo                | Data             | Evento                                     | Donne    | Uomini   | Donne        | Uomini       | Vittoria tappa           | Leader cl. generale      | Vittoria tappa         | Leader cl. generale |
| ----- | -------------------- | ---------------- | ------------------------------------------ | -------- | -------- | ------------ | ------------ | ------------------------ | ------------------------ | ---------------------- | ------------------- |
| 1     | Val Müstair Svizzera | 31 dicembre 2016 | Sprint tecnica libera                      | 1,5 km   | 1,5 km   | 14:50        | 15:17        | Stina Nilsson            | Stina Nilsson            | Sergej Ustjugov        | Sergej Ustjugov     |
| 2     | Val Müstair Svizzera | 1 gennaio 2017   | Mass start tecnica classica                | 5 km     | 10 km    | 16:00        | 13:00        | Ingvild Flugstad Østberg | Ingvild Flugstad Østberg | Sergej Ustjugov        | Sergej Ustjugov     |
| 3     | Oberstdorf Germania  | 3 gennaio 2017   | Skiathlon                                  | 10 km    | 20 km    | 12:15        | 15:15        | Stina Nilsson            | Stina Nilsson            | Sergej Ustjugov        | Sergej Ustjugov     |
| 4     | Oberstdorf Germania  | 4 gennaio 2017   | Handicap start tecnica libera              | 10 km    | 15 km    | 11:30        | 12:45        | Stina Nilsson            | Stina Nilsson            | Sergej Ustjugov        | Sergej Ustjugov     |
| 5     | Dobbiaco Italia      | 6 gennaio 2017   | Individual start tecnica libera            | 5 km     | 10 km    | 13:00        | 10:45        | Jessica Diggins          | Heidi Weng               | Sergej Ustjugov        | Sergej Ustjugov     |
| 6     | Val di Fiemme Italia | 7 gennaio 2017   | Mass start tecnica classica                | 10 km    | 15 km    | 14:30        | 15:30        | Stina Nilsson            | Stina Nilsson            | Martin Johnsrud Sundby | Sergej Ustjugov     |
| 7     | Val di Fiemme Italia | 8 gennaio 2017   | Final Climb, Handicap start tecnica libera | 9 km     | 9 km     | 11:30        | 15:30        | Heidi Weng               | Heidi Weng               | Maurice Manificat      | Sergej Ustjugov     |

## Punti
Il vincitore della classifica generale ottiene 400 punti, mentre il vincitore di tappa ottiene 50 punti.
| Pos.  | 1   | 2   | 3   | 4   | 5   | 6   | 7   | 8   | 9   | 10  | 11 | 12 | 13 | 14 | 15 | 16 | 17 | 18 | 19 | 20 | 21 | 22 | 23 | 24 | 25 | 26 | 27 | 28 | 29 | 30 |
| ----- | --- | --- | --- | --- | --- | --- | --- | --- | --- | --- | -- | -- | -- | -- | -- | -- | -- | -- | -- | -- | -- | -- | -- | -- | -- | -- | -- | -- | -- | -- |
| Punti | 400 | 320 | 240 | 200 | 180 | 160 | 144 | 128 | 116 | 104 | 96 | 88 | 80 | 72 | 64 | 60 | 56 | 52 | 48 | 44 | 40 | 36 | 32 | 28 | 24 | 20 | 16 | 12 | 8  | 4  |

| Pos.  | 1  | 2  | 3  | 4  | 5  | 6  | 7  | 8  | 9  | 10 | 11 | 12 | 13 | 14 | 15 | 16 | 17 | 18 | 19 | 20 | 21 | 22 | 23 | 24 | 25 | 26 | 27 | 28 | 29 | 30 |
| ----- | -- | -- | -- | -- | -- | -- | -- | -- | -- | -- | -- | -- | -- | -- | -- | -- | -- | -- | -- | -- | -- | -- | -- | -- | -- | -- | -- | -- | -- | -- |
| Punti | 50 | 46 | 43 | 40 | 37 | 34 | 32 | 30 | 28 | 26 | 24 | 22 | 20 | 18 | 16 | 15 | 14 | 13 | 12 | 11 | 10 | 9  | 8  | 7  | 6  | 5  | 4  | 3  | 2  | 1  |

## Classifiche finali

### Classifica generale
| Pos. | Nome                   | Tempo     |
| ---- | ---------------------- | --------- |
| 1    | Sergej Ustjugov        | 3h24'47"9 |
| 2    | Martin Johnsrud Sundby | +1'02"9   |
| 3    | Dario Cologna          | +1'19"1   |
| 4    | Maurice Manificat      | +1'26"9   |
| 5    | Matti Heikkinen        | +1'31"3   |
| 6    | Marcus Hellner         | +2'05"8   |
| 7    | Alex Harvey            | +2'39"7   |
| 8    | Simen Hegstad Krueger  | +3'27"2   |
| 9    | Hans Christer Holund   | +3'50"4   |
| 10   | Niklas Dyrhaug         | +4'24"9   |

| Pos. | Nome                     | Tempo     |
| ---- | ------------------------ | --------- |
| 1    | Heidi Weng               | 2h27'39"4 |
| 2    | Krista Pärmäkoski        | +1'37"0   |
| 3    | Stina Nilsson            | +1'54"4   |
| 4    | Ingvild Flugstad Østberg | +2'04"3   |
| 5    | Jessica Diggins          | +3'09"0   |
| 6    | Kerttu Niskanen          | +4'18"2   |
| 7    | Anne Kyllönen            | +4'27"7   |
| 8    | Nathalie von Siebenthal  | +4'39"5   |
| 9    | Teresa Stadlober         | +4'44"1   |
| 10   | Julija Čekalëva          | +4'58"7   |

| Pos. | Nome      | Tempo    |
| ---- | --------- | -------- |
| 1    | Norvegia  | 11h46"8  |
| 2    | Svezia    | +11'16"2 |
| 3    | Russia    | +13'18"1 |
| 4    | Finlandia | +13'50"3 |
| 5    | Germania  | +19'29"4 |

### Classifica sprint
| Pos. | Nome                   | Tempo |
| ---- | ---------------------- | ----- |
| 1    | Sergej Ustjugov        | 2'40" |
| 2    | Martin Johnsrud Sundby | 2'28" |
| 3    | Alex Harvey            | 1'27" |
| 4    | Dario Cologna          | 1'02" |
| 5    | Andrej Lar'kov         | 0'46" |

| Pos. | Nome                     | Tempo |
| ---- | ------------------------ | ----- |
| 1    | Stina Nilsson            | 2'22" |
| 2    | Heidi Weng               | 1'47" |
| 3    | Ingvild Flugstad Østberg | 1'35" |
| 4    | Krista Pärmäkoski        | 1'18" |
| 5    | Jessica Diggins          | 1'14" |

## Tappe

### 1ª Tappa
31 dicembre 2016, Val Müstair, Svizzera
| Pos. | Nome                   | Tempo   |
| ---- | ---------------------- | ------- |
| 1    | Sergej Ustjugov        | 3'00"50 |
| 2    | Federico Pellegrino    | +2"03   |
| 3    | Finn Hågen Krogh       | +2"80   |
| 4    | Martin Johnsrud Sundby | +3"52   |
| 5    | Lucas Chanavat         | +10"25  |

| Pos. | Nome                    | Tempo   |
| ---- | ----------------------- | ------- |
| 1    | Stina Nilsson           | 3'26"27 |
| 2    | Maiken Caspersen Falla  | +2"48   |
| 3    | Heidi Weng              | +6"47   |
| 4    | Kathrine Rolsted Harsem | +6"95   |
| 5    | Laurien van der Graaff  | +6"96   |

### 2ª Tappa
1 gennaio 2017, Val Müstair, Svizzera
| Pos. | Nome                   | Tempo   |
| ---- | ---------------------- | ------- |
| 1    | Sergej Ustjugov        | 24'50"0 |
| 2    | Martin Johnsrud Sundby | +1"9    |
| 3    | Didrik Tønseth         | +2"3    |
| 4    | Sjur Røthe             | +3"3    |
| 5    | Dario Cologna          | +5"5    |

| Pos. | Nome                     | Tempo   |
| ---- | ------------------------ | ------- |
| 1    | Ingvild Flugstad Østberg | 13'21"2 |
| 2    | Heidi Weng               | +7"0    |
| 3    | Krista Pärmäkoski        | +11"4   |
| 4    | Nadine Fähndrich         | +24"6   |
| 5    | Stina Nilsson            | +25"1   |

### 3ª Tappa
3 gennaio 2017, Oberstdorf, Germania
| Pos. | Nome                   | Tempo   |
| ---- | ---------------------- | ------- |
| 1    | Sergej Ustjugov        | 48'40"4 |
| 2    | Martin Johnsrud Sundby | +0"6    |
| 3    | Dario Cologna          | +1"0    |
| 4    | Alex Harvey            | +2"7    |
| 5    | Marcus Hellner         | +3"6    |

| Pos. | Nome                   | Tempo   |
| ---- | ---------------------- | ------- |
| 1    | Stina Nilsson          | 27'23"8 |
| 2    | Jessica Diggins        | +0"2    |
| 3    | Heidi Weng             | +1"5    |
| 4    | Maiken Caspersen Falla | +3"3    |
| 5    | Sadie Bjornsen         | +8"1    |

### 4ª Tappa
4 gennaio 2017, Oberstdorf, Germania
| Pos. | Nome                   | Tempo   |
| ---- | ---------------------- | ------- |
| 1    | Sergej Ustjugov        | 37'38"5 |
| 2    | Martin Johnsrud Sundby | +37"2   |
| 3    | Alex Harvey            | +1'08"8 |
| 4    | Dario Cologna          | +1'09"6 |
| 5    | Matti Heikkinen        | +1'45"0 |

| Pos. | Nome                     | Tempo   |
| ---- | ------------------------ | ------- |
| 1    | Stina Nilsson            | 27'42"7 |
| 2    | Heidi Weng               | +1"7    |
| 3    | Ingvild Flugstad Østberg | +1"8    |
| 4    | Krista Pärmäkoski        | +42"4   |
| 5    | Jessica Diggins          | +1'47"5 |

### 5ª Tappa
6 gennaio 2017, Dobbiaco, Italia
| Pos. | Nome                  | Tempo   |
| ---- | --------------------- | ------- |
| 1    | Sergej Ustjugov       | 21'47"9 |
| 2    | Maurice Manificat     | +0"4    |
| 3    | Simen Hegstad Krueger | +16"6   |
| 4    | Matti Heikkinen       | +17"3   |
| 5    | Marcus Hellner        | +25"8   |

| Pos. | Nome              | Tempo   |
| ---- | ----------------- | ------- |
| 1    | Jessica Diggins   | 12'45"6 |
| 2    | Krista Pärmäkoski | +13"6   |
| 3    | Sadie Bjornsen    | +14"6   |
| 4    | Charlotte Kalla   | +14"9   |
| 5    | Heidi Weng        | +17"5   |

### 6ª Tappa
7 gennaio 2017, Val di Fiemme, Italia
| Pos. | Nome                   | Tempo   |
| ---- | ---------------------- | ------- |
| 1    | Martin Johnsrud Sundby | 40'40"0 |
| 2    | Sergej Ustjugov        | +2"2    |
| 3    | Matti Heikkinen        | +2"8    |
| 4    | Francesco De Fabiani   | +3"2    |
| 5    | Andrej Lar'kov         | +3"3    |

| Pos. | Nome              | Tempo   |
| ---- | ----------------- | ------- |
| 1    | Stina Nilsson     | 30'20"8 |
| 2    | Anne Kyllönen     | +3"0    |
| 3    | Charlotte Kalla   | +3"7    |
| 4    | Krista Pärmäkoski | +9"4    |
| 5    | Teresa Stadlober  | +10"1   |

### 7ª Tappa
8 gennaio 2017, Val di Fiemme, Italia
| Pos. | Nome                 | Tempo   |
| ---- | -------------------- | ------- |
| 1    | Maurice Manificat    | 29'20"0 |
| 2    | Matti Heikkinen      | +6"1    |
| 3    | Hans Christer Holund | +15"8   |
| 4    | Marcus Hellner       | +19"0   |
| 5    | Dario Cologna        | +22"7   |

| Pos. | Nome             | Tempo   |
| ---- | ---------------- | ------- |
| 1    | Heidi Weng       | 33'34"3 |
| 2    | Liz Stephen      | +38"2   |
| 3    | Kerttu Niskanen  | +46"0   |
| 4    | Teresa Stadlober | +49"7   |
| 5    | Anne Kyllönen    | +1'00"1 |